# آرام رافائلیان
آرام نازاری رافائلیان (ارمنی: Արամ Նազարի Ռաֆայելյանց؛  زادهٔ ۲۳ آوریل ۱۸۸۷ - درگذشته ۲۰ آوریل ۱۹۶۰) مهندس طراح و مهندس هوافضا اهل ارمنستان بود.

## زندگی‌نامه
وی در ۲۳ آوریل ۱۸۸۷ در تفلیس به دنیا آمد و از آکادمی مهندسی نیروی هوایی ژوکوفسکی (۱۹۲۷) فارغ‌التحصیل گشت. وی در کارخانه تعمیرات هواگردهای بیکوف و موسسه پژوهشی پرواز گروموف فعالیت می‌کرد. همچنین برندهٔ جوایزی همچون نشان لنین، نشان جنگ میهنی (درجه یک), نشان پرچم سرخ کار، نشان برجسته افتخار، مدال دفاع از مسکو، مدال به خاطر پیروزی مقابل آلمان در جنگ بزرگ میهنی (۱۹۴۵–۱۹۴۱))، روبان مدال کار شجاعانه در جنگ بزرگ میهنی (۱۹۴۵–۱۹۴۱)، روبان مدال بزرگداشت ۸۰۰مین سالگرد مسکو شده است. وی در ۲۰ آوریل ۱۹۶۰ در سن ۷۲ سالگی در مسکو درگذشت و در گورستان نووودویچی به خاک سپرده شد.

## یادداشت
1. ↑  տեխնիկական գիտությունների դոկտոր
2. ↑  Ժուկովսկու անվան զինօդային ճարտարագիտական ակադեմիա
3. ↑  Բիկովսկի ավյա վերանորոգման գործարան
4. ↑  Գրոմովի անվան թռիչքների հետազոտական ինստիտուտ